# Flora Zuzzeri

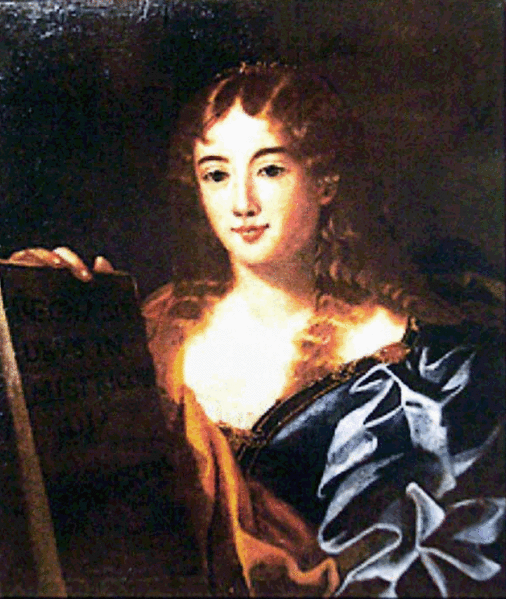
Ritratto di donna ragusea del tardo XVI secolo, tradizionalmente ritenuto di Flora Zuzzeri

Flora Zuzzeri (nelle fonti il nome proprio viene reso anche come Fiora o Fiore, il cognome anche Zuzeri, Zuzzori, Zuzori, Zuzzari, Zuzari, Zuzzara o Zuzara; in croato Cvijeta Zuzorić) (Ragusa, 1552 – Ancona, 1º dicembre 1648) è stata una poetessa ragusea, nota per esser stata la musa ispiratrice di alcuni poeti suoi contemporanei. È divenuta nel tempo il simbolo della poetica femminile rinascimentale della Dalmazia.

## Vita
Fin dal XV secolo, molte famiglie si erano trasferite da Ragusa ad Ancona: il Comune infatti aveva deliberato la loro ammissione ad abitare e a partecipare alla vita della città come colonia di nuovi cittadini.
Nell'anno 1562, il cittadino raguseo Francesco Zuzzeri si trasferì quindi con la famiglia in Ancona, per tentare nuove fortune esercitando il commercio, e in particolare il cambio di valuta e la spedizione di merci in Adriatico. Era già maritato da lungo tempo con la nobile Maria Radagli, dalla quale aveva avuto undici figli: cinque maschi e sei femmine. Flora era la seconda delle femmine, e giunse ad Ancona appena undicenne.
In pochi anni, tutta la prole di Francesco Zuzzeri si sposò: una sola delle sorelle di Flora - Margherita, la minore - si accasò con un raguseo, mentre le altre trovarono marito fra i rampolli della nobiltà anconitana. È probabile che Flora conobbe il suo futuro marito - il fiorentino Bartolomeo Pescioni, figlio di Francesco di Domenico - verso il 1569, quando questi andò ad Ancona per curare i propri affari, in attesa di partire per Ragusa in qualità di console fiorentino. Fu così che dopo il matrimonio - celebrato a Firenze il 14 marzo 1577 - Flora Zuzzeri si trasferì nuovamente a Ragusa come giovane moglie del diplomatico: la precedeva la fama della sua singolare bellezza.

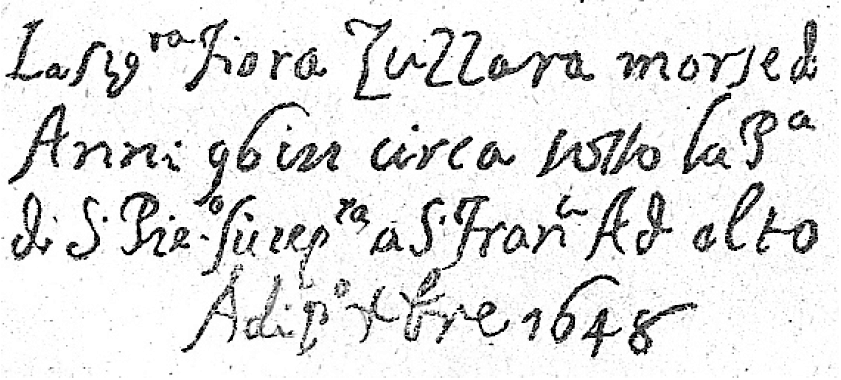
Atto di morte di Flora Zuzzeri: La sig.ra Fiora Zuzzara morse di Anni 96 in circa sotto la parrocchia di San Pietro, fu sepolta a San Francesco Ad alto Adi primo Dicembre 1648

Inserita nel giro della nobiltà ragusea, Flora Zuzzeri iniziò a comporre versi, ospite dei migliori salotti. Decisivo per lei fu l'incontro con Nicolò Vito di Gozze, uno dei più valenti e colti filosofi e letterati ragusei di ogni tempo, che ne apprezzò l'ingegno e la spronò a continuare nell'attività letteraria. Flora Zuzzeri e la moglie di Gozze - Maria Gondola (o Gundulić) - furono quindi le protagoniste di due dialoghi pubblicati dal filosofo raguseo: il Dialogo della Bellezza detto Anthos secondo la mente di Platone e il Dialogo d'Amore detto Anthos, ma l'interesse e la devozione dei ragusei per Flora, unitamente all'invidia per il suo spirito vivace e la profonda cultura, scatenarono il risentimento delle nobili dame ragusee e di parte della società cittadina. Le dolci parole con le quali Nicolò Vito di Gozze la descrisse nelle sue opere causarono un fortissimo scandalo, che mise addirittura in pericolo le attività commerciali di Bartolomeo: nel 1583 Bartolomeo Pescioni e Flora Zuzzeri tornarono ad Ancona, e da lì non si muoveranno più.
Nella casa del quartiere di San Pietro, Flora organizzò un gruppo di lettura e di scambio letterario, quasi fosse un'accademia vera e propria. Un poeta che frequentava la casa - di nome Giulio Mosti - s'invaghì a tal punto di Flora da chiedere all'amico Torquato Tasso di comporre delle poesie per lei, cosa che il Tasso - che probabilmente non conobbe mai Flora Zuzzeri - fece: alcune sue composizioni vennero infatti dedicate ad una "donna ragusea che vive ad Ancona" di nome "Fiordispina".
Bartolomeo Pescioni morì il 15 giugno 1593, dopo tredici anni di matrimonio senza figli: Flora iniziò quindi un lungo periodo di vedovanza, confortata dalla presenza delle sorelle e del fratello Bernardo.
Flora Zuzzeri morì ad Ancona il 1º dicembre 1648, e venne sepolta nella Chiesa di San Francesco ad Alto.

## Scritti a lei dedicati

### Dal Tasso
In una lettera all'amico Giulio Mosti, Torquato Tasso scrisse: "Comunque sia, mando a voi il madrigale in quel soggetto nel qual me l'ha chiesto, col nome di quella valorosa Signora, della quale chi col proprio nome la noma non può scriverne a mio giudizio pastoralmente e a Voi bacio le mani".
All'interno delle rime del Tasso alcuni sonetti e madrigali sono dedicati a Flora Zuzzeri, presentati come opera in cui il poeta "Ad istanza del signor Giulio Mosti loda Ancona dove vide una gentildonna ragusea chiamata Fiordispina". I seguenti versi alludono espressamente a Flora:
Né mai verde arboscel le chiome ombrose

spiega sì belle allora che 'l freddo gelo

o de la notte si dilegua il velo,

come queste, ove amor le reti ascose;

né stelle mattutine e rugiadose

si mostran così vaghe in puro cielo,

come gli occhi sereni ond'ardo e gelo,

né come i labbri e le vermiglie rose.

E certo è questo un fior d'alta bellezza

e di virtù che ne l'Illiria nacque,

ma trasportollo Amore in questa riva;

dove i sospiri in vece d'aura estiva

e i pianti amari son le tepid'acque

che gli accrescon l'odore e la vaghezza.

Qual de gli uccelli l'aquila è reina,

così d'ogni altro fiore

è re lo "Fior di spina";

e fra stecchi pungenti il trova Amore,

come fra molti armati

star suole alcun signore.

Amor vede la guardia in tutti i lati;

ma fa mille anime vaghe

de le sue dolci piaghe.

Nel sonetto tradizionalmente intitolato Convito e danza a bella donna Ragusea, il Tasso declama fra l'altro:
E tu sembravi Ancona, il terzo giro

suo dolce albergo, e i tuoi sublimi tetti,

l'onde, gli scogli e le minute arene

e l'aura pura, e l'aure tue serene

sospiravan d'amore, e i duri petti

si distruggean per gioia e per desiro.

### Da Nicolò Vito di Gozze
La vicenda dei due Dialoghi che Nicolò Vito di Gozze dedicò a Flora Zuzzeri, e che tanto influirono sulla vita della poetessa, si dipanò in modo complesso: il pensatore raguseo stampò le due opere a Venezia nello stesso anno (1581), e lo scandalo che ne sortì obbligò Flora a lasciare Ragusa due anni più tardi. Nel 1584 il Gozze pubblicò - sempre a Venezia - una prima edizione dei suoi Discorsi sopra le Metheore di Aristotele, con una prefazione - datata 15 luglio 1582 - a cura di Maria Gondola: in questa prefazione, la moglie del Gozze difendeva apertamente Flora Zuzzeri, criticando aspramente le malignità dell'alta società ragusea. Le autorità della Repubblica misero quindi al bando i Discorsi, tanto che quando Nicolò Vito di Gozze pubblicò una seconda edizione dell'opera (1585), nella prefazione di Maria Gondola venne censurato tutto il passaggio di cui sopra.

### Da altri autori
Fra gli altri che scrissero dei versi in onore di Flora, vi furono il suo caro amico Domenico Slatarich, Michele Bona, Marino Battitorre, Domenico Ragnina e Michele Monaldi, quasi tutti - salvo una poesia dello Slatarich in illirico - in lingua italiana. Nessuna di queste opere però è considerabile di alto livello, purtuttavia rimangono come testimonianza dell'impatto che la figura di Flora Zuzzeri ebbe nei confronti dei letterati del suo tempo.

## Il lascito di Flora Zuzzeri
Col passar del tempo, ma in modo assai rilevante a partire dalla seconda metà del XX secolo, la figura di Flora Zuzzeri è assurta a simbolo delle donne - in particolar modo di quelle croate. La sua leggendaria bellezza, l'intelligenza, l'intraprendenza, il desiderio di riscatto femminile, sono alcuni dei tratti distintivi - reali o ipotizzati - che nel tempo sono stati attribuiti alla poetessa ragusea.
Il fatto che ad oggi non sia noto alcun suo verso da un lato ha costituito un cruccio per tutti gli studiosi, dall'altro ha lasciato campo libero ad ogni interpretazione, facendo fiorire una notevole letteratura attorno a Flora Zuzzeri: dalla saggistica alla poetica, finanche a opere di pura immaginazione che la vedono protagonista.
Flora Zuzzeri è stata quindi al centro di una serie di iniziative, di convegni, di studi, viepiù intensificati con l'indipendenza della Croazia.
In particolare, sono da segnalare il breve saggio di Antun Šoljan Kako sam otkrio pjesme Cvijete Zuzorić. Fantazija na temu: hrvatski pisci u Dubrovniku (Come ho ritrovato le poesie di Flora Zuzzeri. Fantasia sul tema: gli scrittori croati di Dubrovnik), e Skroviti vrt - Dnevnik Cvijete Zuzorić plemkinje dubrovačke (Il giardino segreto. Il diario della nobildonna ragusea Cvijeta Zuzorić) di Luko Paljetak: un diario immaginario di Flora Zuzzeri, pubblicato nel 2004 e basato sull'ipotetica interpretazione di alcuni fatti della vita della poetessa, letti in prima persona attraverso i suoi occhi.